# Elaiza
«Elaiza» — німецький музичний гурт. Представляв Німеччину на пісенному конкурсі Євробачення 2014 у Копенгагені, Данія, з піснею «Is it Right». Тріо складається з солістки Ельжбети Штайнмец, Івонн Грюнвальд та Наталі Плегер. Ельжбета Штайнмец народилася 1992 в Україні (в м. Сміла Черкаської області) в польсько-українській родині. Після смерті батька вона разом із матір'ю переїхала до Польщі, а потім до Німеччини. Культурне різноманіття гурту відображається у їх стилі виконання. Тріо поєднує східноєвропейський фольклор із сучасними поп-ритмами.
24 березня 2014 вийшов дебютний альбом гурту Gallery, куди увійшов сингл «Is it Right».